# Teller County
Teller County är ett administrativt område i delstaten Colorado, USA. Enligt vid folkräkningen år 2010 var countyts folkmängd 23 350 invånare. Den administrativa huvudorten (county seat) är Cripple Creek. 
Countyt har fått sitt namn efter politikern Henry M. Teller som tjänstgjorde som USA:s inrikesminister 1882-1885 och var långvarig senator för Colorado.
Florissant Fossil Beds nationalmonument ligger i countyt. 

## Geografi
Enligt United States Census Bureau så har countyt en total area på 1 448 km². 1 443 km² av den arean är land och 5 km² är vatten. 

### Angränsande countyn
- Douglas County, Colorado - nord
- Jefferson County, Colorado - nord
- El Paso County, Colorado - öst
- Fremont County, Colorado - syd
- Park County, Colorado - väst